# الجيش الأول بانزر
الجيش الأول بانزر (بالألمانية: Panzerarmeeoberkommando 1) تشكيل مدرعات ألماني خلال الحرب العالمية الثانية، حمل اسم المجموعة الأولى بانزر (بالألمانية: Panzergruppe 1) التي تشكّلت في مايو 1941 وحملت اسم مجموعة بانزر كلايست (بالألمانية: Panzergruppe Kleist) في الأساس قبل تغيير اسمها للمرة الأولى ثم ترقيتها لتصبح قوة عسكرية بحجم جيش ميداني.

## مجموعة بانزر كلايست
تشكّلت مجموعة بانزر كلايست في 16 نوفمبر 1940 وحملت اسم قائدها في ذلك الوقت الجنرال أوبيرست بول لودفيغ فون كلايست مؤسس القوات المدرعة الألمانية الحديثة.
تمركزت فرقة بانزر كلايست في فرنسا حتى الربع الأول من عام 1941، بعدها شاركت المجموعة في غزو يوغوسلافيا كجزء من الجيش الميداني الثاني تحت قيادة الجنرال فيلد مارشال ماكسيميليان فون فيخس، حيث تمكنت مجموعة بانزر كلايست من القضاء على الجيشين اليوغوسلافيين الخامس والسادس قبل اجتياح بلغراد، ومع نهاية العمليات العسكرية في يوغوسلافيا تم وسم كل المدرعات والمركبات التي شاركت ضمن مجموعة بانزر كلايست بشعار المجموعة والذي كان عبارة عن حرف K اللاتيني والذي يرمز لاسم قائد المجموعة بول لودفيغ فون كلايست (بالألمانية: Heinz Guderian)، وبحلول مايو من عام 1941 أُعيدت هيكلة المجموعة وتمت تسميتها المجموعة الأولى بانزر.

## المجموعة الأولى بانزر
تشكّلت المجموعة الثانية بانزر في مايو من عام 1941 في أعقاب إعادة هيكلة مجموعة بانزر كلايست وتغيير اسمها إلى المجموعة الأولى بانزر والتي تم إلحاقها بمجموعة الجيوش الوسطى تحت قيادة الفيلد مارشال غيرد فون رونتشتيت مع بداية الغزو الألماني للاتحاد السوفيتي، ومع بداية العمليات العسكرية في 22 يونيو 1941 تشكّلت المجموعة الأولى بانزر من الفيالق الثالثة والرابعة عشر والثامنة والأربعين المميكنة بالإضافة إلى خمس فرق بانزر وأربع فرق فافن إس إس مميكنة المدفوعة بقوة مشكّلة من 799 دبابة، بعدها تحولت مجموعة بانز الأولى إلى القطاع الجنوبي للجبهة الشرقية في مواجهة الجيش الأحمر كما شاركت في معركة برودي والتي شهدت مشاركة 1,000 دبابة من الجانب السوفيتي، وبحلول 6 أكتوبر 1941 تمت ترقية المجموعة الأولى بانزر إلى قوة عسكرية بحجم جيش ميداني وجملت اسم الجيش الأول بانزر في أعقاب سقوط كييف بيد القوات الألمانية والذي ظلّ بول لودفيغ فون كلايست قائدًا له، بعدها بدأ الجيش الأول بانزر هجومه على روستوف مدعوما بالفرقة الأولى إس إس ليبستاندرت إس إس أدولف هتلر (بالألمانية: 1st SS Division Leibstandarte SS Adolf Hitler) بقيادة الأوبيرست غروبن فوهرر جوزيف ديتريش حيث تمكّن فون كلايست من احتلال المدينة قبل ثمانية أيام من إعادة الجيش الأحمر للسيطرة عليها.

## الجيش الأول بانزر
تشكّل الجيش الأول بانز في 25 أكتوبر 1941 وعمل تحت إمرة مجموعة الجيوش الجنوبية خلال الفترة ما بين يناير ويونيو 1942 ثم مجموعة الجيوش أ من يوليو 1942 وحتى يناير 1943 ثم مجموعة جيوش الدون فيما بين شهري يناير ومارس 1943 حتى عاد تحت قيادة مجموعة الجيوش الجنوبية مرة أخرى بين مارس 1943 ويوليو 1944، بعدها انسحب الجيش الأول بانزر من بولندا وأوكرانيا ليقاتل في سلوفاكيا بجانب مجموعة الجيوش أ حتى استسلام ألمانيا في 9 مايو 1945.

## القادة
- جنرال أوبيرست (بالألمانية: Generaloberst) بول لودفيغ فون كلايست (5 أكتوبر 1941 - 21 نوفمبر 1942)
- جنرال أوبيرست إبرهارد فون ماكينسن (21 نوفمبر 1942 - 29 أكتوبر 1943)
- جنرال أوبيرست هانز-فالنتين هوبي (29 أكتوبر 1943 - 21 إبريل 1944)
- جنرال أوبيرست إرهارد راوس (21 إبريل - 15 أغسطس 1944)[3]
- جنرال أوبيرست غوتهارد هاينريكي (15 أغسطس 1944 - 19 مارس 1945)
- جنرال البانزر (بالألمانية: General der Panzertruppen) فالتر نهرينغ (19 مارس - الاستسلام الألماني)

## وصلات خارجية
- Axis History Factbook